# Ayenia truncata
Ayenia truncata är en malvaväxtart som beskrevs av Joseph Nelson Rose. Ayenia truncata ingår i släktet Ayenia och familjen malvaväxter. Inga underarter finns listade i Catalogue of Life.